# Epipetrum polyanthes
Epipetrum polyanthes là một loài thực vật có hoa trong họ Dioscoreaceae. Loài này được Reiche mô tả khoa học đầu tiên.